# فرودگاه کانتیشنا
فرودگاه کانتیشنا (به انگلیسی: Kantishna Airport) یک فرودگاه همگانی بهره‌برداری هوایی (۲۰۰۵) است که یک باند فرود شن دارد و طول باند آن ۵۶۴ متر است. این فرودگاه در شهر کانتیشنا، آلاسکا کشور ایالات متحده آمریکا قرار دارد و در ارتفاع ۴۸۰ متری از سطح دریا واقع شده است.